# Luisant
Luisant ist eine französische Gemeinde mit 6818 Einwohnern (Stand 1. Januar 2022) im Département Eure-et-Loir in der Region Centre-Val de Loire. Sie gehört zum Arrondissement Chartres und zum Kanton Lucé. Die Einwohner  nennen sich Luisantais oder Luisantaises.

## Geographie
Luisant ist eine südwestliche Vorstadt von Chartres. Nachbargemeinden sind Chartres im Norden, Le Coudray im Osten, Barjouville im Süden, Fontenay-sur-Eure im Südwesten und Lucé im Nordwesten.
An der östlichen Gemeindegrenze verläuft der Fluss Eure nach Norden.

## Geschichte
Die Ortschaft mit dem vormaligen Namen «Lucens» erhielt ihren heutigen Namen im 19. Jahrhundert. Um das Jahr 1830 zählte sie rund 500 Einwohner.

### Bevölkerungsentwicklung
| 1962 | 1968 | 1975 | 1982 | 1990 | 1999 | 2006 | 2008 | 2018 |
| ---- | ---- | ---- | ---- | ---- | ---- | ---- | ---- | ---- |
| 3063 | 3491 | 4950 | 5444 | 6411 | 6622 | 6812 | 6858 | 6673 |

## Gemeindepartnerschaften
- Maintal-Hochstadt, Hessen, Deutschland, seit 1973[1]
- Villanueva del Pardillo, Provinz Madrid, Spanien, seit 2002
- Chions, Provinz Pordenone (Friaul-Julisch Venetien), Italien, seit 2002

## Persönlichkeiten
- Maurice Bourgès-Maunoury (* 1914 in Luisant; † 1993 in Paris), Politiker, Minister, Ministerpräsident der Vierten Republik